# Никифор Метельський
Никифор Метельський (біл. Нічыпар Мяцельскі; 1905, c. Ануфравичі, нині Греська сільська рада, Слуцький район — 6 квітня 1943, поблизу Руденська, Пуховицький район) — діяч білоруського відродження.

## Біографія
Метельський у 1924 році брав участь у підпільній антибільшовицькій організації Юрія Листопада, а після звільнення працював учителем у селі Титва під Руденськом, де залишився і при німецьких окупантах. На початку 1943 року мінська «Беларуская газета» надрукувала статтю Григорія Крушини «З мінулых дзён. Судовы працэс над Лістападам», де згадувався і Метельський як прихильник організації білоруських військових частин і створення національного уряду. В результаті його було захоплено радянськими партизанами Другої Мінської бригади (командир Сергій Іванов), якого звинувачували у відновленні контрреволюційної діяльності та приналежності до місцевого осередку Білоруської незалежницької партії. Никифор Метельський був розстріляний 6 квітня 1943 року біля села Руденськ.